# Thirumittacode-II
Thirumittacode-II es una ciudad censal situada en el distrito de Palakkad en el estado de Kerala (India). Su población es de 12855 habitantes (2011). Se encuentra a 58 km de Palakkad y a 32 km de Thrissur.

## Demografía
Según el censo de 2011 la población de Thirumittacode-II era de 12855 habitantes, de los cuales 6000 eran hombres y 6855 eran mujeres. Thirumittacode-II tiene una tasa media de alfabetización del 90,72%, inferior a la media estatal del 94%. la alfabetización masculina es del 93,28%, y la alfabetización femenina del 88,50%.